# ديفيد كروفت
ديفيد كروفت (بالإنجليزية: David Croft)‏ هو لاعب اتحاد الرغبي أسترالي، ولد في 22 فبراير 1979 في بريزبان في أستراليا.

## وصلات خارجية
- ديفيد كروفت عل موقع إسبنسكروم (الإنجليزية)
- ديفيد كروفت على موقع ItsRugby.co.uk (الإنجليزية)